# 刘喜中
刘喜中（1930年7月—2015年4月19日），辽宁岫岩人。中国人民解放军海军将领，1988年被授予海军少将军衔。

## 生平
1930年，刘喜中出生于辽宁岫岩县汤沟乡。
1947年入岫岩县公安局。中华人民共和国建国后，调到中南军区海军教导团。1956年海军炮兵学校毕业。
1964年起在中国人民解放军海军南海舰队先后任艇长、舰艇大队长。1964年任278“泉州”号猎潜艇艇长，1964年7月12日，278艇作为编队指挥艇参加海南岛东南海域击沉台湾执行潜入大陆任务的两艘“大金号”特务船的战斗。
在“文化大革命”运动中，刘喜中曾因认为军事业务过硬需要平时训练有素而被批评“反对突出政治，为单纯军事路线招魂的典型”。
1974年1月19日奉令指挥汕头水警区的第74猎潜艇大队281，282号猎潜艇编队参加西沙之战，刘喜中当时是74大队大队长。由于指挥机关通讯问题导致281、282编队未在第一时间接到命令延误了出航时间，在海战后期到达战场海域，刘喜中指挥281，282猎潜艇编队击沉了已经重伤失去机动力的南越海军10号舰“怒涛”号。 
西沙之战后，刘喜中率领281、282号猎潜艇继续在永乐群岛锚地执勤，后来为加强守卫西沙群岛，刘喜中被任命为西沙海军巡防区主任，驻守西沙。
之后升任海军水警区司令。自1983年担任南海舰队榆林基地司令，1985年起担任南海舰队副司令。
1988年中国人民解放军恢复军衔制，被授予海军少将军衔。1990年6月离休。2015年4月19日在廣州病逝。

## 荣誉
- 1964年击沉台湾“大金号”特务船荣获三等功奖章
- 1974年西沙之战荣获三等功奖章